# Zwembad West
Zwembad West bevindt zich aan de Spaanseweg in Rotterdam-West, niet ver van het Sparta-Stadion Het Kasteel. Zwembad West vormt samen met Sporthal West het Sportcentrum West.

## Geschiedenis
In 1970 werd het eerste Zwembad West geopend. Voorheen had Rotterdam-West een openluchtzwembad in de Koushaven. In de hongerwinter werden de badhokjes en de schuttingen door omwonenden gesloopt en opgestookt. Na de oorlog had Rotterdam-West 25 jaar geen zwembad.
Het eerste Zwembad West werd gebouwd door de Koninklijke Aannemingsmaatschappij Van Waning. Zwembad West beschikte over een wedstrijdbad van 50 meter, een kikkerbad, een instructiebad en een buitenbad met ligweiden. Op 14 november 1971 werden in het zwembad de Europese Naturistische Zwemkampioenschappen gehouden en op 16 april 1977 werden in het zwembad de Zeslandenwedstrijden gehouden. De vaste tribunes boden plaats aan 450 toeschouwers. Uitgebreid met demontabele tribunes bood Zwembad West bij wedstrijden ruimte aan 2000 toeschouwers.
Na vijftien jaar werd het zwembad door hetzelfde bedrijf verbouwd en omgevormd tot een subtropisch zwemparadijs met golfslagbad. Toen de machines aan het eind van de verbouwing getest werden, bleken deze niet goed afgesteld te zijn. De machines waren zo sterk dat het water van de golven de kleedhokjes passeerde en zelfs over de Spaanseweg stroomde.
Kort na de verbouwing, op 26 mei 1987, brandde het zwembad af. De herbouw werd later dat jaar gestart op 12 december. Op 26 mei 1993 werd het Zwembad West heropend.